# Partit Democràtic dels Turcmans del Kurdistan
Partit Democràtic dels Turcmans del Kurdistan ((Hizbi Dimokrati Turkomani I'raq) és una organització política dels turcmans del Kurdistan Iraquià, membre de l'Associació Nacional dels Turcmans. Està aliat estretament al Partit Democràtic del Kurdistan i afavoreix el punt de vista kurd sobre els límits territorials de l'estat federal kurd. El seu cap és Dilsahd Chawashli i el seu lloctinent Nafi Qassab.